# A Dirty Western
(tagline del film)
A Dirty Western è un film pornografico western del 1975 diretto da Joseph F. Robertson con lo pseudonimo "David Fleetwood", con protagonista Barbara Bourbon. Insieme ai softcore Wild Gals of the Naked West (1962) di Russ Meyer, Django nudo (1968) di Byron Mabe, Vergini indiane per il Totem del sesso (1969) di Ed Forsyth e al film pornografico Sweet Savage - Dolce selvaggia (1979) di Ann Perry, è uno dei pochi film della golden age of porn ambientati nel far west.

## Trama
Selvaggio West, 1890 circa: tre pericolosi evasi di prigione scatenano la propria furia e lussuria sulle malcapitate donne che incontrano sulla loro strada.

## Descrizione
Come reso evidente dal titolo, A Dirty Western è una versione porno del genere western. Il sesso è in realtà abbastanza approssimativo e il film possiede un tono maggiormente serio rispetto alle produzioni coeve. La trama si incentra principalmente su tre detenuti che sono fuggiti dal carcere. Incontrano tre donne che stanno facendo il bagno nude nel lago e decidono di rapirle. Sono mostrate molte scene di violenza carnale ma nonostante ciò il film possiede un certo senso dell'umorismo. Nel complesso, si tratta di una combinazione di sesso esplicito e violenza delle terre di frontiera del West, una sorta di pellicola nel filone del cosiddetto "rape 'n' revenge" ("stupro e vendetta"). I personaggi femminili (in particolare la Bourbon) sono ben tratteggiati. La maggior parte degli attori che parteciparono al film girò pochissimi altri film in carriera, tranne Levi Richards. Il regista "David Fleetwood" è in realtà lo scrittore Joe Robertson (The Crawling Hand, The Slime People, The Agent For H.A.R.M.), a ciò si deve quindi la scarsa professionalità del film in quasi tutti gli aspetti tecnici della produzione.